# 디피카 카카르
디피카 삼손(Dipika Kakar, 1986년 8월 6일 ~ )은 인도의 배우이다.